# Олімпія (Любляна, 2004)
Олімпія (словен. HK Olimpija) — хокейний клуб з м. Любляна, Словенія. Заснований у 2004 році.

## Історія
Клуб заснований в 2004 році, з першочерговим завданням підготовки та вдосконаленням майстерності молодих гравців.
Історія хокею в Любляні починається з клубу Іллрія, який був заснований в 1928 році. Клуб кілька разів змінював назву, перш ніж у 1962 році став Олімпією. Клуб розформований у 2017 році. Після розпуску нова «Олімпія» зібрала професійну команду.
Клуб який на початку був фактично фарм-клубом основної «Олімпії» та виступав на національному рівні.
У сезоні 2017–18 новостворена професійна команда зіграла свій перший сезон в Альпійській хокейній лізі та посіла друге місце в Словенській лізі та Кубку Словенії. У наступному сезоні команда здобула в усіх трьох турнірах перше місце. У сезоні 2019–20 вони здобули Кубок Словенії, інші два турніри були скасовані через пандемію COVID-19. У сезоні 2020–21 «Олімпія» захистила титул чемпіона Альпійської хокейної ліги і стала першою командою, яка вигравала ці змагання кілька разів. Натомість національний титул не захистили поступившись «Єсеніце» 3–2.
У сезоні 2021–22 «Олімпія» приєдналася до міжнародної хокейної ліги, де раніше виступала інша «Олімпія» до 2017 року.
Влітку 2024 року команду очолив відомий в минулому словенський хокеїст Андрей Тавжель.

## Арена
Домашнею ареною клубу «Тіволі Галл», що вміщує 4 000 глядачів.

## Досягнення
Чемпіонат Словенії
Чемпіон (4): 2018–19, 2021–22, 2022–23, 2023–24
Срібний призер (2): 2017–18, 2020–21
Альпійська хокейна ліга
Чемпіон (2): 2018–19, 2020–21
Кубок Словенії
Володар (4): 2018–19, 2019–20, 2021–22, 2022–23
Фіналіст(1): 2017–18